# Adam Feeney
Adam Feeney (* 7. März 1985 in Gosford, New South Wales) ist ein ehemaliger australischer Tennisspieler.

## Karriere
Adam Feeney spielte hauptsächlich auf der ATP Challenger Tour und der ITF Future Tour. Er konnte 6 Einzel- und 29 Doppelsiege auf der ITF Future Tour feiern. Auf der ATP Challenger Tour gewann er sechs Doppelturniere. Am 28. April 2008 erreichte er die Top 100 der Tennisweltrangliste im Doppel und seine höchste Platzierung war auch der 100. Rang.
Mit dem Turniersieg in Traralgon 2013 beendete er seine Karriere.

## Erfolge
| Legende (Anzahl der Siege)  |
| Grand Slam                  |
| ATP World Tour Finals       |
| ATP World Tour Masters 1000 |
| ATP World Tour 500          |
| ATP World Tour 250          |
| ATP Challenger Tour (6)     |

### Doppel

#### Turniersiege
| Nr. | Datum            | Turnier      | Belag       | Partner         | Finalgegner                    | Ergebnis          |
| --- | ---------------- | ------------ | ----------- | --------------- | ------------------------------ | ----------------- |
| 1.  | 16. Juni 2007    | Astana       | Hartplatz   | Daniel Brands   | Kamil Čapkovič Ivan Dodig      | 6:2, 6:4          |
| 2.  | 7. Juli 2007     | Dublin       | Teppich (i) | Rohan Bopanna   | Lars Burgsmüller Mischa Zverev | 6:2, 6:2          |
| 3.  | 25. August 2007  | Qarshi       | Hartplatz   | Andrew Coelho   | Ivan Dodig Horia Tecău         | 6:2, 3:6, [10:7]  |
| 4.  | 20. Juli 2008    | Manchester   | Rasen       | Robert Smeets   | Harsh Mankad Ashutosh Singh    | 6:3, 6:75, [10:6] |
| 5.  | 10. Juli 2011    | Scheveningen | Sand        | Colin Ebelthite | Rameez Junaid Sadik Kadir      | 6:4, 6:75, [10:7] |
| 6.  | 3. November 2013 | Traralgon    | Hartplatz   | Ryan Agar       | Dane Propoggia Jose Statham    | 6:3, 6:4          |